# Pattaya Women's Open 2006
Pattaya Women's Open 2006 — тенісний турнір, що проходив на кортах з твердим покриттям у Паттайї (Таїланд). Це був 15-й за ліком Pattaya Women's Open. Належав до турнірів 4-ї категорії в рамках Туру WTA 2006. Тривав з 6 до 12 лютого 2007 року.

## Очки і призові

### Нарахування очок
| Дисципліна       | П  | Ф  | ПФ | ЧФ | 1/8 | 1/16 | Q    | Q3  | Q2  | Q1  |
| Одиночний розряд | 95 | 67 | 43 | 24 | 12  | 1    | 5.5  | 3.5 | 2   | 1   |
| Парний розряд    | 95 | 67 | 43 | 24 | 1   | Н/Д  | 6.25 | Н/Д | Н/Д | Н/Д |

### Призові гроші
| Дисципліна       | П       | Ф       | ПФ     | ЧФ     | 1/8    | 1/16   | Q3   | Q2   | Q1   |
| Одиночний розряд | $25,650 | $13,825 | $7,450 | $4,015 | $2,165 | $1,165 | $630 | $340 | $185 |
| Парний розряд *  | $7,530  | $4,050  | $2,180 | $1,175 | $630   | Н/Д    | Н/Д  | Н/Д  | Н/Д  |

* на пару

## Учасниці основної сітки в одиночному розряді

### Сіяні
| Країна   | Гравчиня               | Рейтинг | Сіяна |
| -------- | ---------------------- | ------- | ----- |
| Росія    | Віра Звонарьова        | 30      | 1     |
| Японія   | Асагое Сінобу          | 38      | 2     |
| Колумбія | Каталіна Кастаньйо     | 41      | 3     |
| Ізраїль  | Шахар Пеєр             | 43      | 4     |
| Іспанія  | Нурія Льягостера Вівес | 49      | 5     |
| КНР      | Чжен Цзє               | 52      | 6     |
| Японія   | Накамура Айко          | 54      | 7     |
| Італія   | Мара Сантанджело       | 57      | 8     |

### Інші учасниці
Нижче наведено учасниць, які отримали вайлдкард на участь в основній сітці:
- Генрієта Надьова
- Паола Суарес
- Сучанун Віратпрасерт

Нижче наведено гравчинь, які пробились в основну сітку через стадію кваліфікації:
- Катерина Бондаренко
- Ваня Кінґ
- Алла Кудрявцева
- Александра Возняк

Як щасливий лузер в основну сітку потрапили такі гравчині:
- Анастасія Родіонова

### Знялись з турніру
- Саманта Стосур (вивих пальця на правій нозі) → її замінила Родіонова

### Завершили кар'єру
- Паола Суарес (розтягнення правої литки)

## Учасниці основної сітки в парному розряді

### Сіяні
| Країна  | Гравчиня        | Країна            | Гравчиня               | Рейтинг | Сіяна |
| ------- | --------------- | ----------------- | ---------------------- | ------- | ----- |
| КНР     | Янь Цзи         | Китайський Тайбей | Чжен Цзє               | 27      | 1     |
| КНР     | Лі Тін          | КНР               | Сунь Тяньтянь          | 77      | 2     |
| Україна | Марія Коритцева | Іспанія           | Нурія Льягостера Вівес | 112     | 3     |
| Ізраїль | Шахар Пеєр      | Австралія         | Ніколь Пратт           | 116     | 4     |

### Інші учасниці
Нижче наведено пари, які отримали вайлдкард на участь в основній сітці:
- Ципора Обзилер /  Напапорн Тонгсалі

Нижче наведено пари, що пробились в основну сітку через стадію кваліфікації:
- Каталіна Кастаньйо /  Мелінда Цінк

## Фінальна частина

### Одиночний розряд
- Шахар Пеєр —  Єлена Костанич, 6–3, 6–1.[1][2][3]

Для Пеєр це був 1-й титул за сезон і за кар'єру.

### Парний розряд
- Лі Тін /  Сунь Тяньтянь —  Янь Цзи /  Чжен Цзє, 3–6, 6–1, 7–6(7–5)

Для Лі це був 8-й титул в парному розряді за кар'єру, для Сунь 7-й.